# Alberto Quintero
Alberto Abdiel „Negrito” Quintero Medina (ur. 18 grudnia 1987 w Panamie) – panamski piłkarz występujący na pozycji skrzydłowego. Zawodnik klubu CD Plaza Amador. Posiada również obywatelstwo peruwiańskie.

## Kariera klubowa
Quintero karierę rozpoczynał w zespole Chorrillo FC. Spędził tam 3 lata. W 2008 roku wyjechał do Hiszpanii, gdzie występował w piątoligowym Torrellano CF, drugoligowym FC Cartagena oraz trzecioligowym Ontinyent CF. W 2011 roku wrócił do Chorrillo FC. W sezonie 2011/2012 wywalczył z zespołem mistrzostwo fazy Apertura.
W 2012 roku Quintero został wypożyczony do kolumbijskiego Independiente Medellín. Następnie grał w Lobos BUAP, CF Mérida i Mineros de Zacatecas. W 2015 wrócił do Lobos BUAP, z którego wypożyczono go do San Jose Earthquakes. Obecnie reprezentuje barwy Universitario de Deportes.

## Kariera reprezentacyjna
W 2007 roku Quintero wziął udział w Mistrzostwach Świata U-20, które Panama zakończyła na fazie grupowej. 23 sierpnia tego samego roku w wygranym 2:1 towarzyskim pojedynku z Gwatemalą zadebiutował w pierwszej reprezentacji Panamy.
W 2011 roku został powołany do kadry na Złoty Puchar CONCACAF. Zagrał na nim w meczach z Gwadelupą (3:2), USA (2:1), Kanadą (1:1), Salwadorem (1:1, 5:3 w rzutach karnych) oraz ponownie z USA (0:1). Tamten turniej Panama zakończyła na półfinale.